# Саратовський нафтопереробний завод

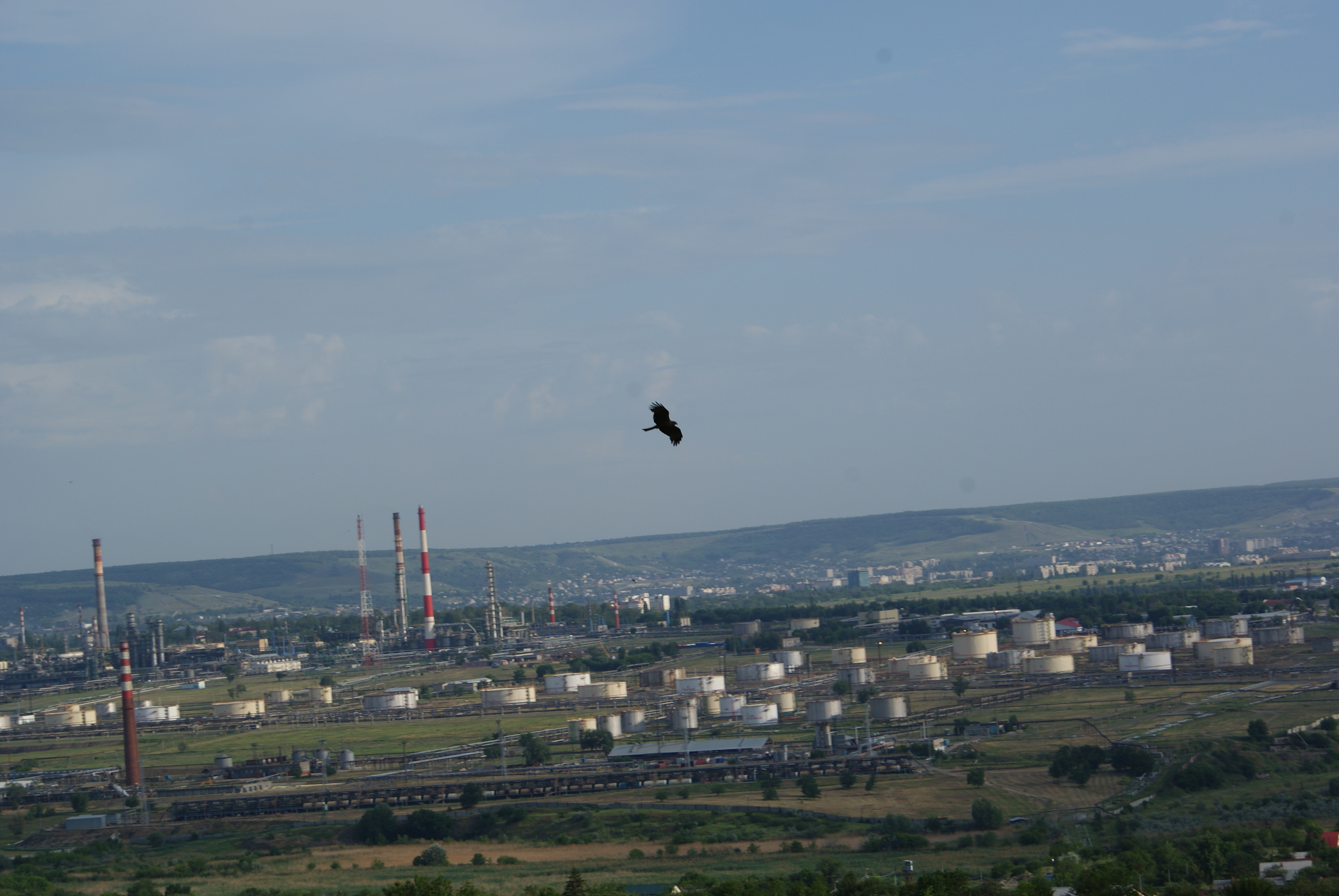
«Крекінг»

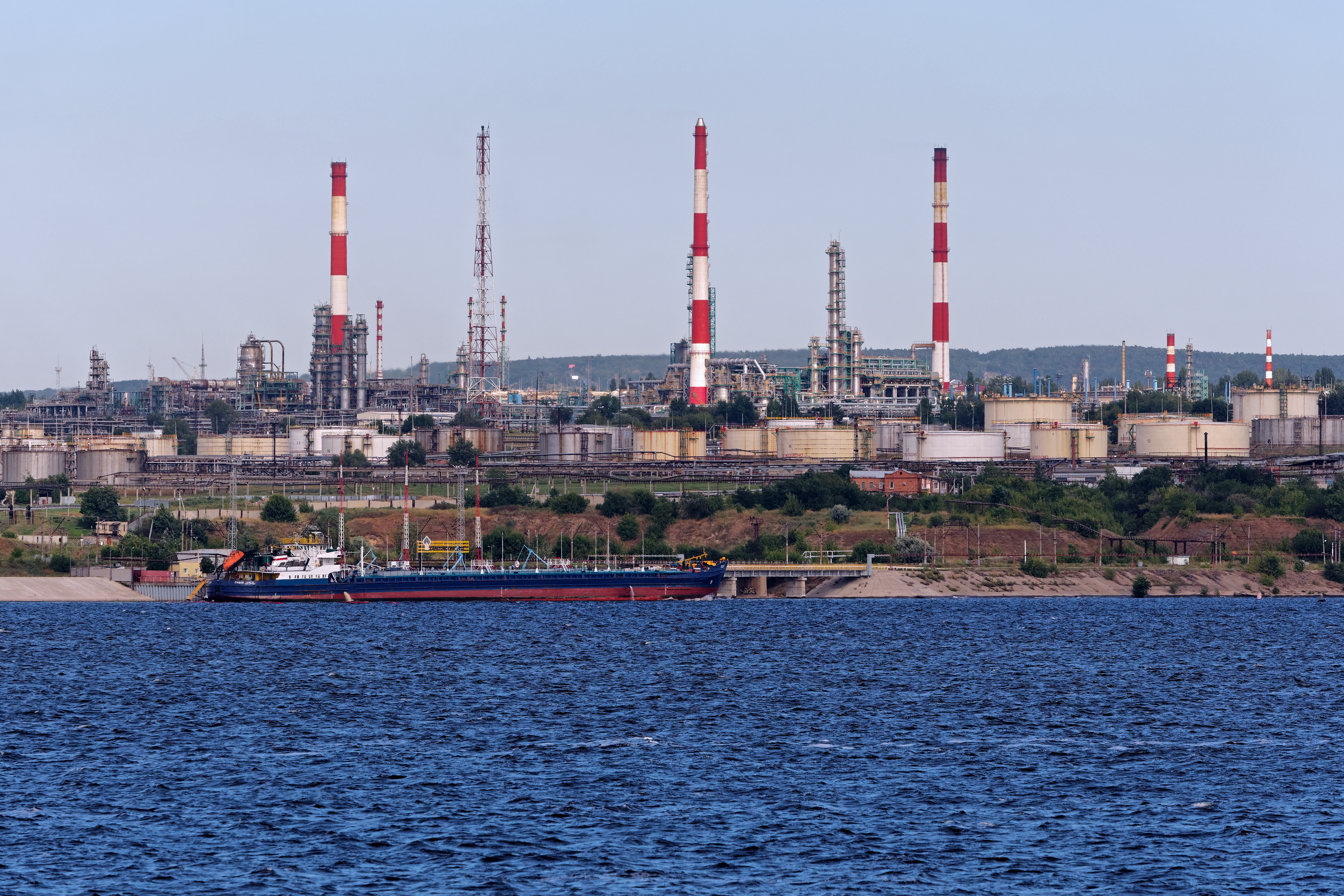
Вид з Волги

«Саратовський нафтопереробний завод» — одне з найстаріших нафтопереробних російських підприємств, раніше відоме як завод «Крекінг», входить до структури нафтової компанії «Роснефть».
Знаходиться у Саратові (вулиця Брянська, будинок 1). Обсяг переробки нафти: 7,2 млн тонн (2020 рік).

## Історія

### Радянський період
Підприємство було засноване 27 квітня 1934 року, було названо «Саратовським крекінґ-заводом № 4». У тому ж році було запущено й першу установку з переробки нафти.
У роки Німецько-радянської війни завод безперебійно постачав паливо на фронт і неодноразово зазнавав бомбардувань «Люфтваффе». Внаслідок особливо сильних авіанальотів у червні 1943 р. завод був зруйнований практично повністю.
За досягнення підприємство було удостоєно Ордена Великої Вітчизняної війни І ступеня. Також на вічне зберігання на завод було передано Прапор Державного комітету оборони СРСР.
У наступні роки завод постійно модернізувався. Так, до кінця 1980-х років потужність підприємства перевищила 10 млн тонн

### 1990-ті роки
На початку 1990-х років підприємство було перетворено на ВАТ. Майже одразу у підприємства почалися проблеми. 1993 року під тиском обласної влади НПЗ відвантажує сільгосппідприємствам продукції на 130 млрд рублів без передоплати. Більшість цих грошей так і не повернуто. внаслідок цього завод залишився без оборотних коштів і був змушений скорочувати закупівлю сирої нафти. Після цього падає обсяг переробки нафти. У 1994 році на НПЗ було перероблено лише 2,5 млн т. нафти. У першому півріччі 1995 року завод взагалі переробляє лише давальницьку сировину.
Проблеми підприємства посилювалися ще й боротьбою за нього різних структур. У першій половині 1990-х років за контроль над підприємством боролися місцеві «Нарат» (Аблязов К. А.) та «Волго-нафта» (Родіонов В. Є.). Також у боротьбу вступила нафтова компанія «Сіданко», яка зуміла встановити зрештою контроль над НПЗ. Після переходу «Сіданко» під контроль «Тюменської нафтової компанії», Саратовський НПЗ також опинився у її структурі.

### 2000-ті роки
У 2003 році разом з усіма активами Тюменської нафтової компанії завод перейшов у структуру компанії ТНК-BP.
У 2008 році завод переробив 6,614 млн тонн нафти (темп зростання до 2007 року 112,5 %), глибина переробки склала 72,4 %. У 2008 році інвестиції в реконструкцію та модернізацію НПЗ склали 824,2 млн руб. (темп зростання до 2007 року — 160 %). На реалізацію заходів з охорони навколишнього середовища у 2008 році було направлено 118 млн руб. (зріст 169 %). Інвестиційна програма, реалізована у 2011—2012 роках, була на рівні понад 300 млн доларів.

### 2010-і роки
У березні 2013 року на заводі запущено установку ізомеризації пентан-гексанової фракції потужністю 300 тис. тонн на рік, передбачається провести роботи з реконструкції комплексу гідроочищення пального та реалізувати інші проєкти, спрямовані на організацію випуску нафтопродуктів «Євро 5» та збільшення обсягів перероблення з 6 до 7—7,5 млн тонн на рік.
У 2013 році завод перейшов під управління російською державною нафтовою компанією «Роснефть» — поряд з усіма активами, поглиненою нею ТНК-BP.

## Діяльність
Підприємство випускає понад 20 видів продукції: неетильовані бензини, дизельне пальне, мазут усіх основних марок, бітуми, вакуумний газойль, технічну сірку.

## Власники
Юридична особа підприємства — публічне акціонерне товариство «Саратовський НПЗ», акції товариства торгуються на Московській біржі (тікер KRKN), з березня 2013 року 81 % акцій товариства належить нафтовій компанії «Роснефть».

## Керівництво
Генеральний директор заводу — Захаров Василь Олександрович.